# Novosibirsk
Novosibírsk (in russo Новосиби́рск?, pronunciato [nəvəsʲɪˈbʲirsk] ) è la città capoluogo della regione di Novosibirsk nella Federazione Russa e del circondario federale della Siberia. È un importante nodo per i trasporti (ferrovie e autostrade), da cui transita la ferrovia Transiberiana, e dispone di due aeroporti. La città è attraversata dal fiume Ob'.
La popolazione è pari a 1 633 595 abitanti (2021) ed è la terza più grande città della Russia dopo Mosca e San Pietroburgo.

## Clima
Il clima continentale presenta scarse precipitazioni e grandi oscillazioni di temperatura nel corso dell'anno. Gli inverni sono dominati dall'anticiclone russo-siberiano, che incrementa il gelo, mentre le nevicate sono relativamente scarse; l'estate è breve ma, data la accentuata lontananza dal mare e la buona incidenza solare del periodo in questione, è solitamente calda o "molto calda". Le stagioni intermedie sono caratterizzate da tempo fortemente instabile e molto variabile. Il sole splende mediamente per 2077 ore all'anno.
Dati climatici:
- Temperatura media annua: 0,2 °C
- Temperatura media del mese più freddo (gennaio): −18,8 °C
- Temperatura media del mese più caldo (luglio): +19,0 °C
- Precipitazioni medie annue: 425 mm

## Geografia fisica
La città è divisa in dieci zone:
- Dzeržinskij (Дзержинский)
- Kalininskij (Калининский)
- Kirovskij (Кировский)
- Leninskij (Ленинский)
- Oktjabr'skij (Октябрьский)
- Pervomajskij (Первомайский)
- Sovetskij (Советский)
- Central'nyj (Центральный)
- Zael'covskij (Заельцовский)
- Železnodorožnyj (Железнодорожный)

## Storia
Novosibirsk fu fondata nel 1893 in corrispondenza del luogo di costruzione di un nuovo ponte ferroviario sul fiume Ob'. All'inizio, la cittadina era chiamata Aleksandrovskij, in onore dello zar Alessandro III. Dal 1895 il nome della cittadina cambiò e divenne Novonikolaevskij, in onore del nuovo zar Nicola II. Nel 1903 ricevette lo status di città e, nel 1925, il nome Novonikolaevsk fu sostituito da Novosibirsk.
Sul territorio della futura Novosibirsk si trovavano tre villaggi e 22 paesi: Grande e Piccolo Krivoščёkovo, Perovo, Vertkovo, Bugry, Erestnaja, Močiščenskaja, Rečkunovka, Novo-Lugovskaja, Baryševo, Izdrevaja, Ust'-Inja e altri.
Negli anni della seconda guerra mondiale, a Novosibirsk sono confluite più di 50 grosse imprese sgombrate dalla parte europea del paese: la fabbrica di stagno, la fabbrica "pressa idraulica di macchine pesanti", metallurgica, di elettrico a vuoto, di macchine di costruzione, chimica, chimico-farmaceutica, di cioccolato e altre, che hanno permesso alla città di divenire una metropoli moderna.
Novosibirsk è stata la prima città della Siberia, e la quarta dell'intera Russia, a dotarsi di una metropolitana (nel gennaio 1986), con un ponte lungo 2 120 metri. Attualmente sono funzionanti 13 stazioni.

## Società

### Evoluzione demografica

Diagramma comparato di popolazione delle più grandi città siberiane.

L'andamento della popolazione:
| anno | abitanti | anno | abitanti  | anno | abitanti  |
| ---- | -------- | ---- | --------- | ---- | --------- |
| 1894 | 1 093    | 1939 | 404 000   | 1984 | 1 436 400 |
| 1903 | 27 700   | 1945 | 606 000   | 1989 | 1 436 000 |
| 1912 | 63 500   | 1959 | 885 000   | 1996 | 1 397 300 |
| 1917 | 69 800   | 1963 | 990 000   | 1997 | 1 396 000 |
| 1921 | 67 200   | 1964 | 1 013 000 | 2002 | 1 425 600 |
| 1926 | 120 100  | 1976 | 1 285 700 | 2004 | 1 413 000 |
| 1931 | 180 100  | 1979 | 1 312 400 | 2005 | 1 405 600 |

## Monumenti e luoghi d'interesse
Al centro di Novosibirsk, in piazza Lenin, si trova il grande edificio del Teatro dell'opera e del balletto. Il lato curioso della costruzione del teatro è che negli anni trenta, quando iniziarono i lavori di costruzione, questo posto era periferia e dietro all'area del futuro teatro vi era una foresta; l'architetto previde perfettamente lo sviluppo futuro della città. Nel Corso Rosso, la strada principale della città, ci sono la Pinacoteca e il Museo di etnografia regionale.
Il ponte ferroviario, attorno al quale è iniziata la costruzione della città, è rimasto in funzione per circa 110 anni. Una sezione del ponte è conservata come monumento, nei pressi della posizione originale.
Nel 2014 è stato inaugurato il ponte Bugrinskij sul fiume Ob', che con la sua campata di 380 metri è il ponte ad arco più lungo della Russia.
La notorietà mondiale di Novosibirsk è dovuta all'Akademgorodok, sul cui territorio sono disposti decine di istituti scientifici di ricerca e l'Università statale di Novosibirsk. Nel centro della città sorge l'Università tecnica statale di Novosibirsk. Anche nelle vicinanze di Novosibirsk, nella cittadina della scienza Kol'covo, si trova il Centro scientifico di Stato di virologia e biotecnologia "VEKTOR".

## Economia
Novosibirsk è un importante centro di industrie metallurgiche ed automobilistiche. Sono comunque presenti impianti di industria leggera e poligrafica.

## Amministrazione
Dal 1994 è presente il consolato generale tedesco; nel 2000 è stata aperta la sezione dell'ambasciata della Bielorussia.

### Gemellaggi
- Daejeon
- Mianyang
- Minneapolis
- Minsk
- Saint Paul
- Sapporo
- Sebastopoli
- Ulan Bator
- Varna

## Sport

### Calcio
L'FK Sibir Novosibirsk ha disputato per la prima volta il campionato di Prem'er-Liga nel 2009. Nel 2010, giungendo alla finale di Coppa di Russia contro lo Zenit, ha conquistato l'accesso all'Europa League.

### Sport invernali
Novosibirsk ha ospitato i Campionati mondiali di biathlon 1992 e alcune tappe della Coppa del Mondo di biathlon. La squadra di hockey su ghiaccio della città, il Sibir' Novosibirsk, è stata fondata nel 1962 e milita nella Kontinental Hockey League.

## Galleria d'immagini

Il Teatro dell'opera e del balletto e, davanti, il monumento a Lenin
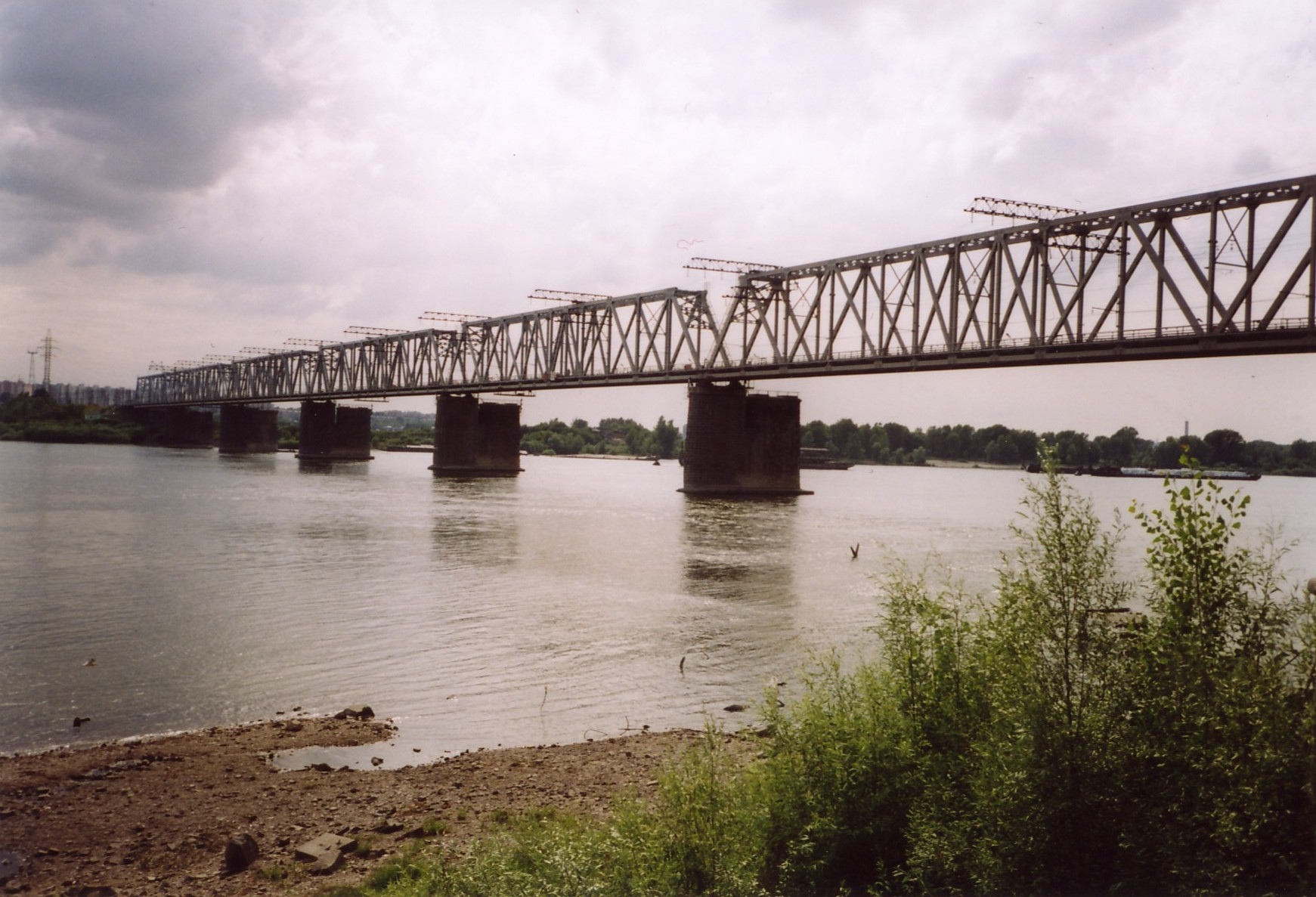
Il ponte ferroviario, oggidì senza luci originali
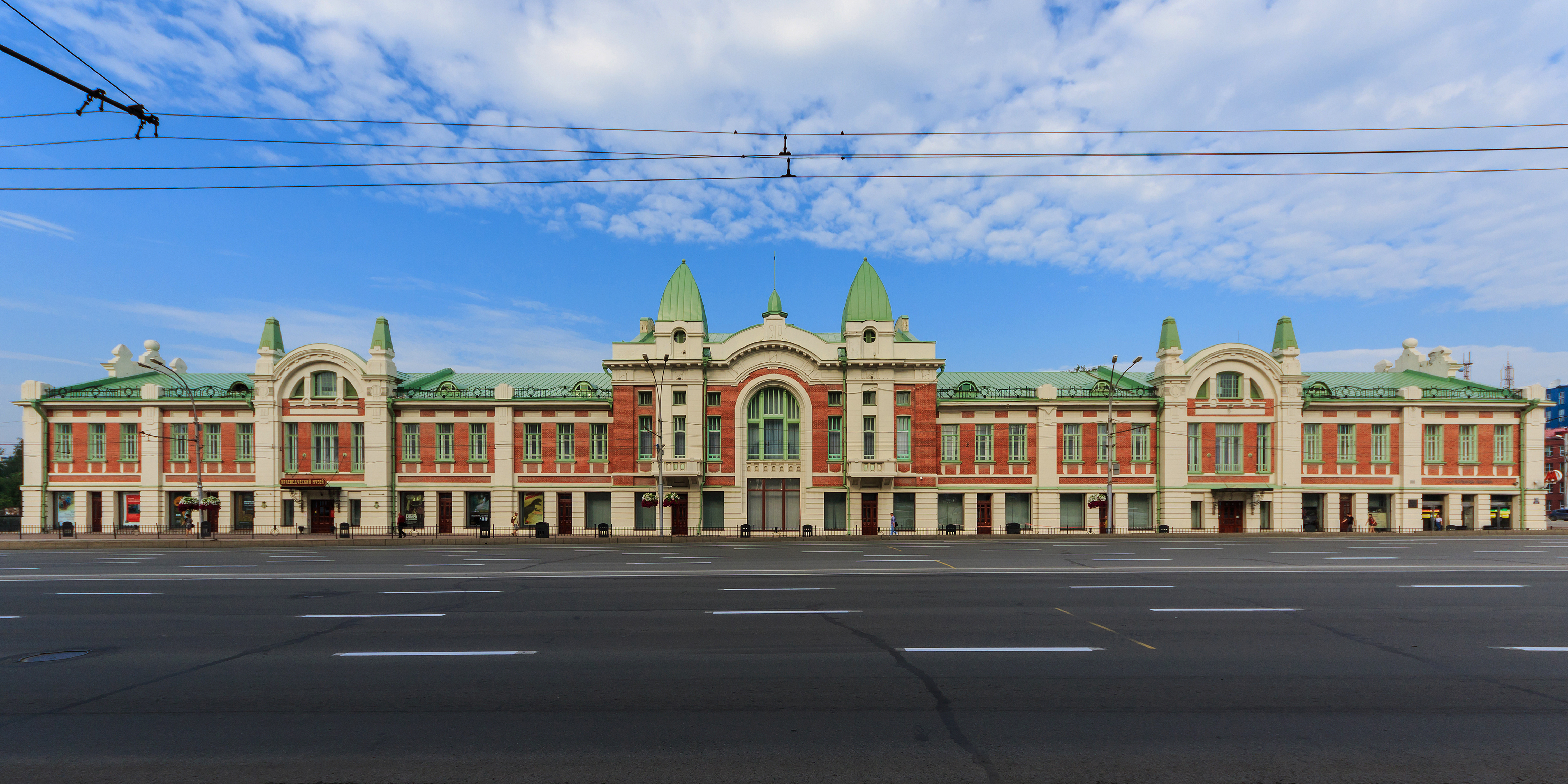
Museo di etnografia regionale di Novosibirsk
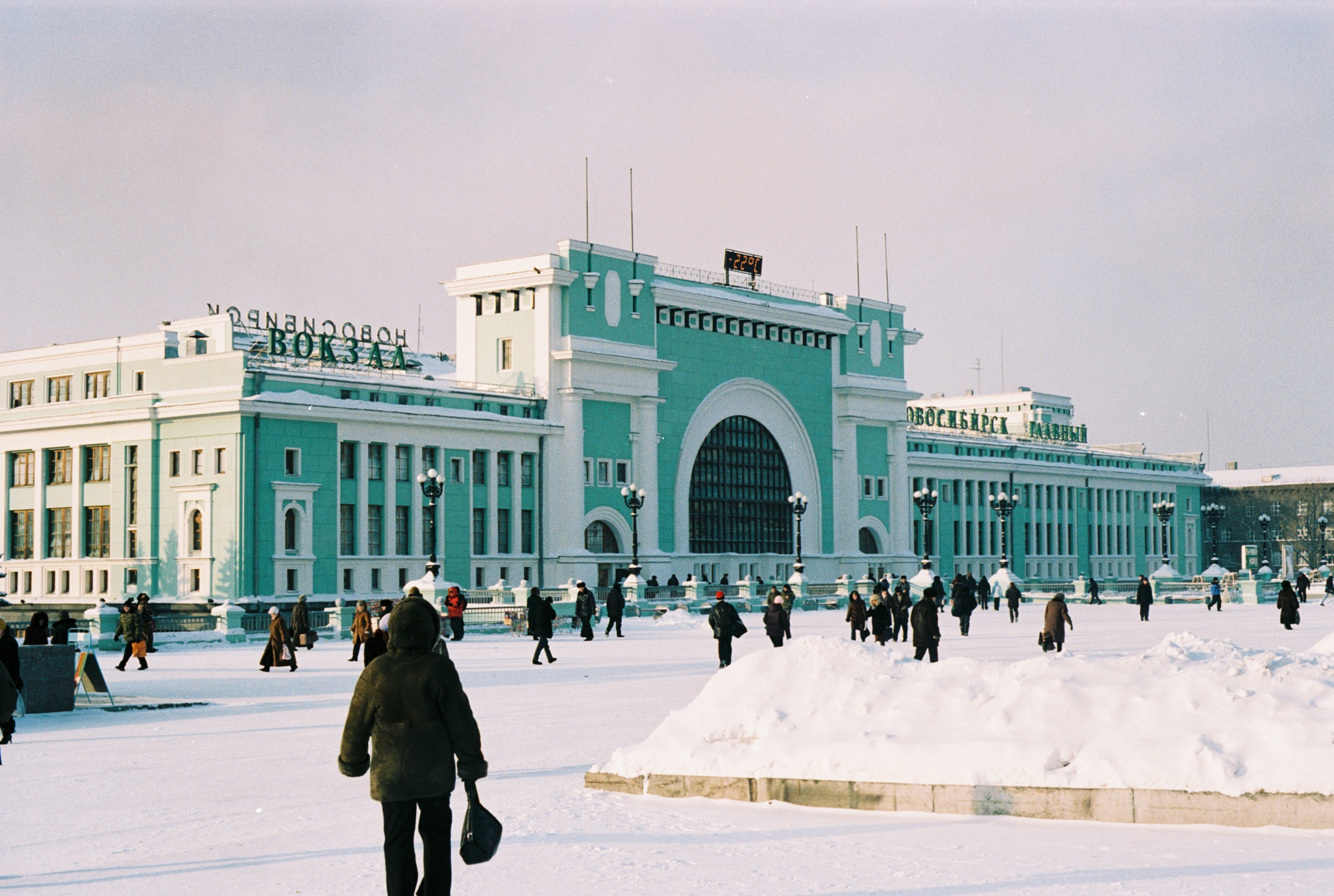
La Stazione di Novosibirsk-Glavnyj delle Ferrovie russe
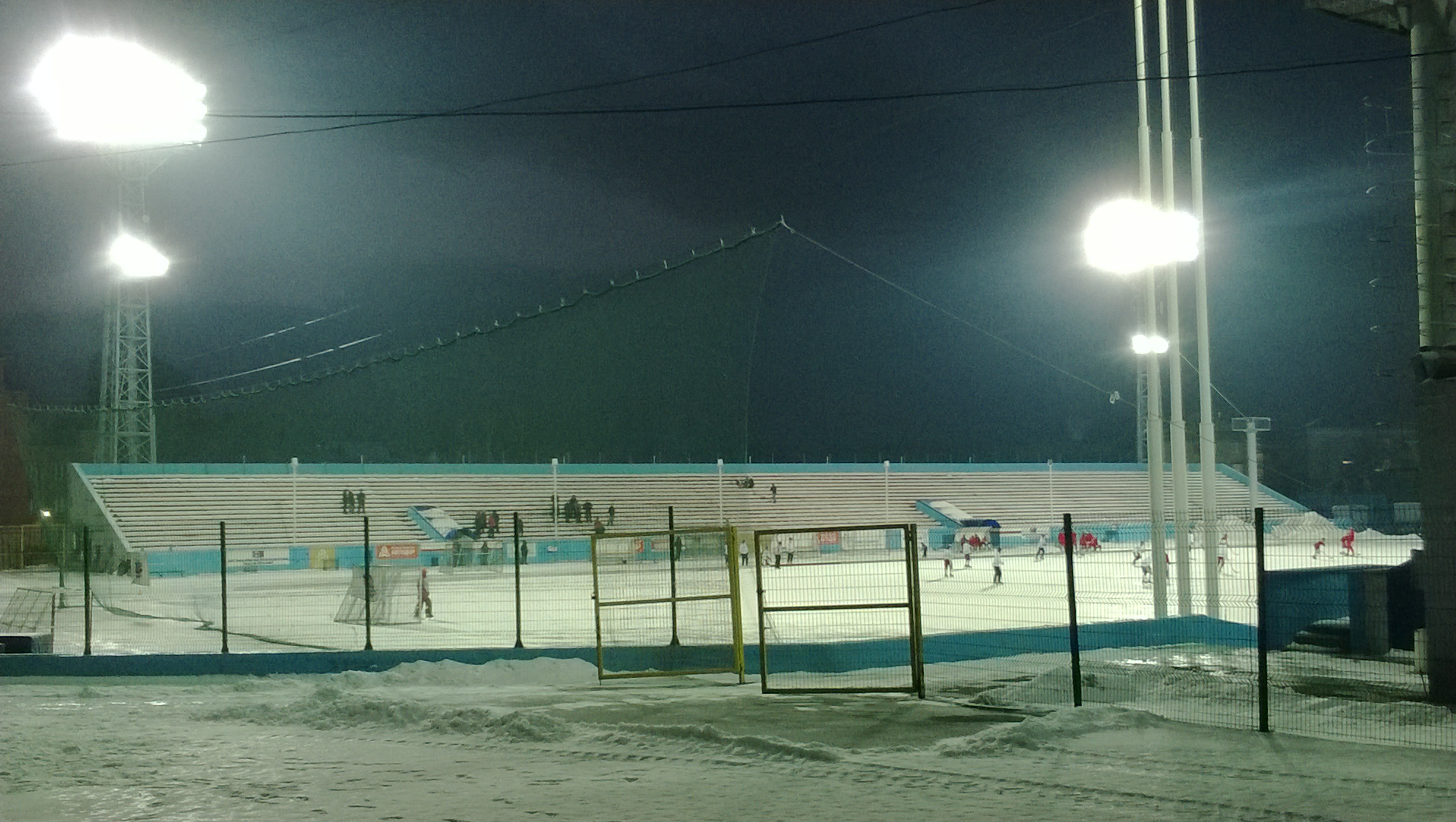
Bandy (Sibselmash Stadium)